# Frontière entre l'Australie et le Timor oriental
La frontière entre l'Australie et le Timor oriental est entièrement maritime et se situe en mer de Timor.
En 2002, les deux pays s'accordent dans le traité de la mer de Timor pour reprendre la ligne de frontière Australie-Indonésie et définir une zone de développement conjointe pour l'exploitation du pétrole ; la limite des 200 miles correspond au segment Sud.
En 2023, les deux pays s'accordent pour redéfinir la frontière ce qui mettrait fin à une dispute vieille de dix ans entre les deux pays qui a bloqué un projet gazier offshore de 40 milliards de dollars.